# Publi Quintili Var el jove
Publi Quintili Var "el jove" (en llatí Publius Quintilius Varus Minor) era fill del general romà Publi Quintili Var (cònsol 13 aC). Era d'origen noble i va viure al segle i.
Var era membre de la gens Quintília, una antiga família romana d'origen patrici. Va ser l'únic fill que Publi Quintili va tenir de la seva tercera esposa, Clàudia Pulcra. Per la seva mare, Quintili Var era cosí de la que va ser emperadriu Valèria Messalina. Clàudia Pulcra era germana del pare de Messalina, Marc Valeri Messal·la Barbat que havia mort al voltant de l'any 20. Messalina no tenia germans, però tenia un mig germà més petit, Faust Corneli Sul·la.
Publi Quintili Var va néixer a Roma l'any 4. L'any 6 o 7, el seu pare va ser nomenat governador de la Germania Inferior que s'havia acabat de conquerir. Però al setembre de l'any 9, Publi Quintili Var el vell es va suïcidar per haver estat derrotat en la batalla del Bosc de Teutoburg. Després de la mort del seu pare, la seva mare no es va tornar a casar i, l'any 26, Clàudia Pulcra va morir a l'exili víctima de les conspiracions de Sejà. Quintili Var el jove es va fer ric amb l'herència dels seus pares.
L'any 27, Publi Quintili Var es va convertir en una altra víctima de les maniobres de Sejà. No se sap quina va ser realment l'acusació potser de traïció o de Laesa maiestas. Va ser acusat pel cèlebre orador Domici Afer i pel seu cosí Publi Corneli Dolabel·la. El resultat del judici és desconegut i no es menciona en cap font però precisament aquesta absència de notícies fa pensar que devia ser condemnat o es va suïcidar. Però un passatge de Sèneca el Vell suggereix que Quintili Var podia haver estat absolt del seu judici. Segons Sèneca, Var va tenir una carrera jurídica que va conduir amb èxit, i diu que el retòric Luci Cesti Pius en un discurs va provocar a Quintili Var assenyalant la derrota del seu pare en el Bosc de Teutoburg.